# Ożoga
Ożoga (ros. Ожога) – wieś (ros. село, trb. sieło) w zachodniej Rosji, w sielsowiecie ożogińskim rejonu wołowskiego w obwodzie lipieckim.

## Geografia
Miejscowość położona nad rzeką Ołym, 2,5 km od centrum administracyjnego sielsowietu ożogińskiego (Iwanowka), 14,5 km od centrum administracyjnego rejonu (Wołowo), 120 km od stolicy obwodu (Lipieck).
W granicach miejscowości znajdują się ulice: Bieriegowaja, Sołniecznaja.

## Demografia
W 2012 r. miejscowość zamieszkiwało 227 osób.